# アウトバック

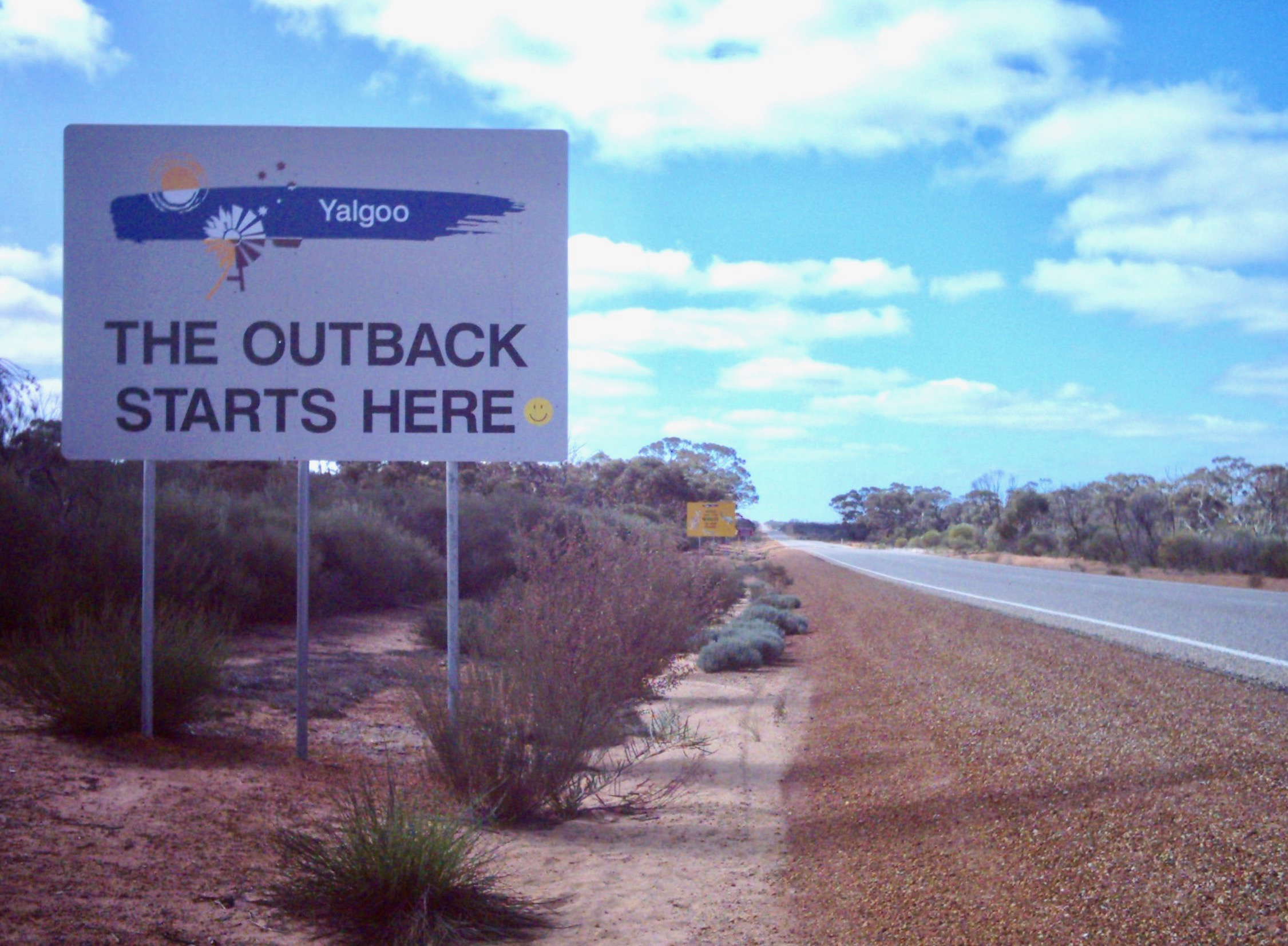
西オーストラリア州にある観光標識

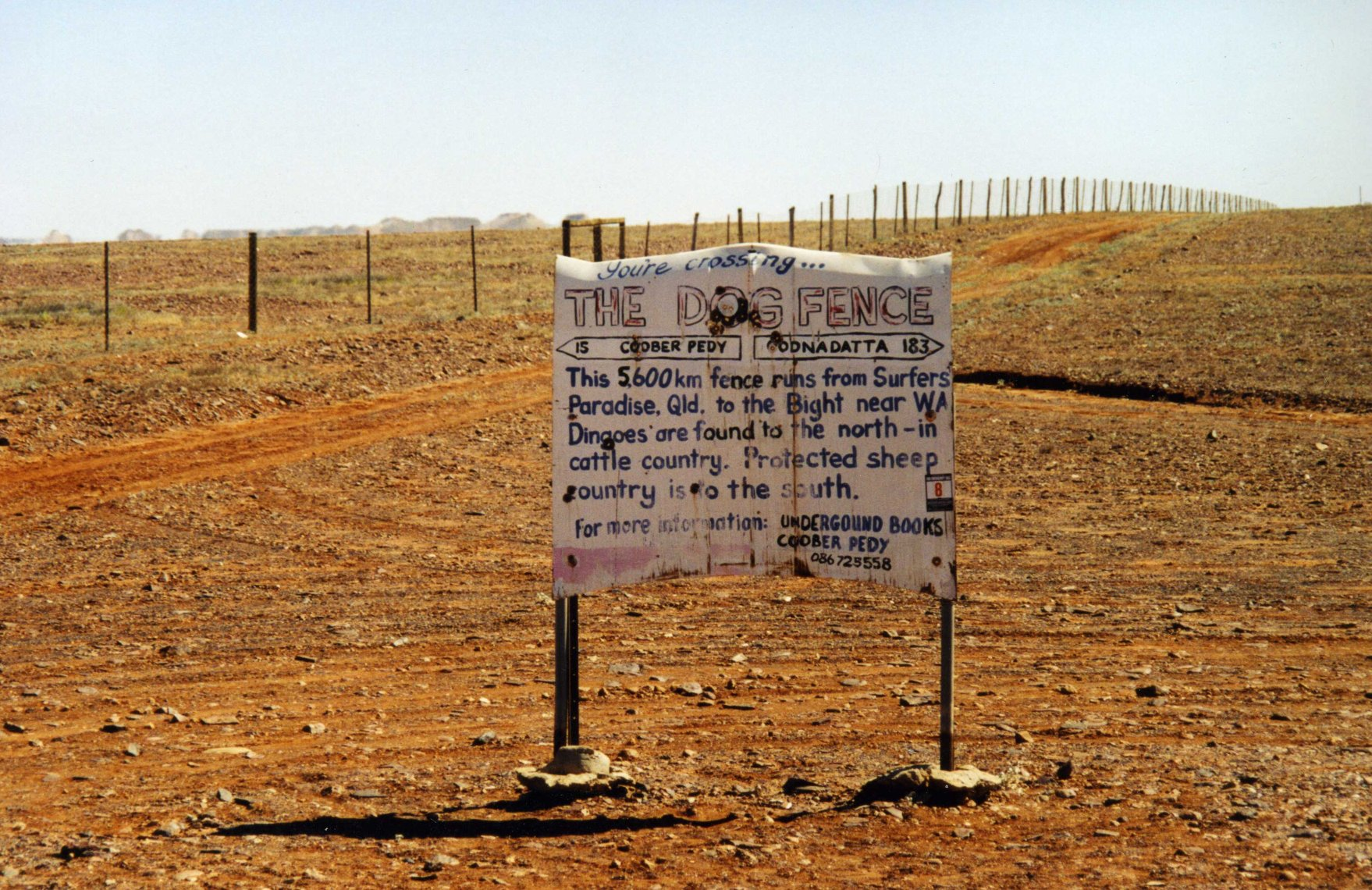
クーバーペディ近くのディンゴフェンス

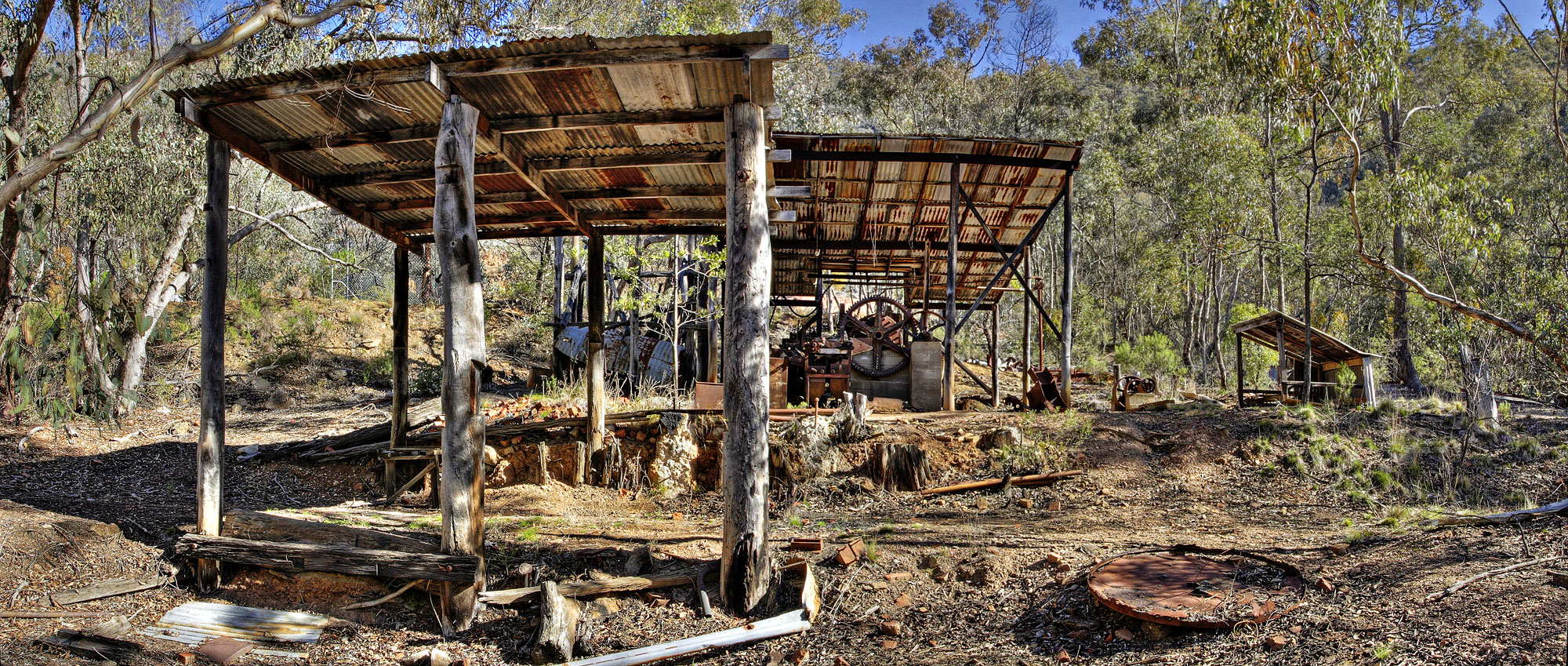
放置された昔の金鉱都市

アウトバック（Outback）とは、オーストラリアの内陸部に広がる、砂漠を中心とする広大な人口希薄地帯を指す。オーストラリアの人口の90%は面積にして約5%の沿海地域に集中しており、内陸部地域の人口密度は1人/km2以下である。しかしウルル（エアーズロック）を始めとする観光地が散在するほか、比較的気候が穏やかな地域では牧羊・養鶏が行われており、乾燥地域においてもラクダの飼育や鉄鉱石・石炭・ボーキサイト・ウラン・オパールなどを採掘する鉱業が盛んな地域もあり、オーストラリアの経済にとって看過できない重要な地域である。またオーストラリアの原住民であるアボリジニが伝統的な生活を維持している地域もある。映画『クロコダイル・ダンディー』の主人公が暮らす場所でもある。
語源は「辺境の地にある」という意味の「out in the back settlements」から。

## アウトバックの都市・史跡など
- アリススプリングス（アウトバック最大の都市）
- ウルル（エアーズロック）
- カタジュタ
- マウント・アイザ（亜鉛・銅・銀の産地）
- ウェイパ（ボーキサイトの産地）
- カルグーリー（金の産地）
- クーバーペディ（オパールの産地）
- ブロークンヒル（銀・鉛・亜鉛の産地）
- マウントホエールバック（鉄鉱石の産地）